# O Evangelho segundo São Mateus
O Evangelho segundo São Mateus (em italiano:  Il Vangelo Secondo Matteo) é um filme franco-italiano de 1964 dirigido por Pier Paolo Pasolini. 

## O Cristo de Pasolini
Uma visão diferente da pregação e martírio de Jesus Cristo. Em vez do cordato pastor, um líder, que reivindica e se enfurece. A intenção de Pasolini era mostrar Jesus como um homem de seu tempo. Para isso, preferiu atores amadores ou pessoas do povo.
O filme reinventa a figura mítica do Cristo partindo dos diálogos tirados do Evangelho de Mateus, considerado o mais realista dos quatro. O Cristo de Pasolini é um homem severo e inflexível, "diz que não veio trazer a paz, mas a espada".
Inquieto com o avanço industrial na Itália (1950 e 1960), que dizia comprometer a diversidade cultural, Pasolini utiliza no filme, em contraponto, os elementos poéticos e míticos da cultura ancestral, como o sacrifício necessário à sacralização e ao renascimento.
Marxista, desde jovem, ateu e anticlerical, o cineasta utiliza recursos relacionados com o cristianismo que absorveu da mãe, como o sacrifício e a pureza mítica, como indissociáveis dos ideais revolucionários e de uma ideia de liberdade que não excluía o sacrifício de sangue.